# ГЕС Гарібальді
ГЕС Гарібальді (порт. Usina Hidrelétrica Garibaldi) — гідроелектростанція на південному сході Бразилії у штаті Санта-Катарина. Знаходячись між ГЕС Сан-Рокі (вище по течії, станом на 2018 рік знаходилась на етапі будівництва) та ГЕС Кампус-Новус, входить до складу каскаду на річці Каноас, що є правим витоком Уругваю.
В межах проекту річку перекрили комбінованою греблею, що включає кам'яно-накидну частину та ділянку із ущільненого котком бетону. Ця споруда висотою 40 метрів та довжиною 915 метрів утримує водосховище з площею поверхні 18,6 км2, рівень поверхні якого в операційному режимі має бути на позначці 705 метрів НРМ, а у випадку повені може зростати до 713,6 метра НРМ.
Ресурс зі сховища подається через прокладений у правобережному масиві дериваційний тунель до розташованого за 1 км машинного залу, при цьому сама річка описує вигнуту на південний схід велику дугу, завдяки чому відстань по її руслу від греблі до залу становить 12,7 км. Основне обладнання станції становлять три турбіни типу Френсіс загальною потужністю 191,9 МВт, які при напорі у 45 метрів забезпечують виробництво 728 млн кВт-год електроенергії на рік.
Видача продукції відбувається по ЛЕП, розрахованій на роботу під напругою 230 кВ.